# Orthophytum duartei
Orthophytum duartei é uma espécie de  planta do grupo Orthophytum da família das bromélias (Bromeliaceae).

## Taxonomia
A espécie foi descrita em 1966 por Lyman Bradford Smith e nomeada em homenagem a seu coletor, Apparicio Pereira Duarte  (1910-1984). Duarte foi um botânico do Jardim Botânico do Rio de Janeiro que coletou o espécime tipo em 1953.

## Forma de vida
É uma espécie rupícola e herbácea. É encontrada em inselbergues.

## Conservação
A espécie faz parte da Lista Vermelha das espécies ameaçadas do estado do Espírito Santo, no sudeste do Brasil.

## Distribuição
A espécie é endêmica do Brasil e encontrada nos estados brasileiros de Espírito Santo e Minas Gerais,  especificamente entre o norte do Espírito Santo e o município de Nanuque em Minas. A espécie é encontrada no domínio fitogeográfico de Mata Atlântica, em regiões com vegetação sobre afloramentos rochosos.